# Димитър Бисеров
Димитър Янакиев Бисеров Радицев, известен като Окуйли или Окулията, е български възрожденски просветен деец и книжовник.

## Биография

### Учебна дейност
Бисеров е роден в град Дупница в 1840 година. В една своя творба Бисеров пише, че дядо му се е казвал Радоица и в града се е преселил от село Сопово. Учи в местното училище при даскал Христо Димитров Тодоров, при когото изучава наустница, смятане, черковно писане. Учи и в килийното училище на Рилския манастир, където овладява новобългарското образование от видния книжовник Неофит Рилски. Изучава гръцки, турски и руски.
До 1860 година Бисеров преподава в родния си град български език, свещено писание, българска история, граматика, география и търговско стоководство. Освен това Бисеров е един от добрите певци в църквата. През 1856 година пише ръкописа „Добавка на славянската граматика“, която се съхранява в читалищната библиотека в Дупница. Участва в основаването на градскотото читалище „Зора“ през 1858 година - четвъртото читалище в българските земи, както и в културния живот на Дупница. В Дупница от турските първенци получава прозвището Окомуш адам - умен, начетен човек, което се превръща в Околията. Бисеров заедно с Димитър Чуков и Никола Чомаков слагат началото на класното училище в Дупница през 1856/1857 година. В него се учи преди и след обяд, учениците се разделят на класове. Преподава се по взаимоучителната метода - избират се надзорници, които помагат на учителите. В учебния процес Бисеров въвежда изучаването на нови учебни предмети, като естествена история, граматика, география и търговско стоководство. Той притежава висока за времето си култура. В училищната си дейност умело използва народното творчество. Води борба с неизвинените отсъствия и турцизмите в езика, като кара учениците да ги заменят с думи с български корени.
Бисеров е с изключително будно национално съзнание и гражданско поведение и често е преследван е от гъркоманите. Анонимна дописка до „Цариградски вестник“ от 1859 година известява, че в Дупница „ставало голямо смущение между чорбаджиите, щото и училището затворено останало. Господин Димитрий Янакиев... принуждава да се остави Дупница“. Подобна дописка помества и вестник „България“:„Секога нашите училища, нашите граждански работи намират големи препятствия от страна на гръцките владици... Днес в Дупница училището страда исто от великанът на гръцкия владика Матей, х. Христо Рилче“. Дописка в „България“ от 25 май 1860 година по случай завършване на учебната година и тържественото честване на 24 май дава висока оценка на учители и ученици.
Бисеров обаче е принуден да напусне Дупница, вероятно в 1859/1860 година. През есента на 1860 година е учител в Берово. Преподава в Рибница, Пехчево, Малешево (1860 - 1863), като навсякъде преподава по взаимоучителната метода. От 1863 до 1868 година преподава в Горна Джумая. През 1866 година е сред основателите на читалище „Съгласие“ в Горна Джумая. По това време Бисеров изоставя църковно-славянските книги като учебни предмети, а въвел граматика, търговско сметководство, естествена история, география. В периода около 1868 - 1870 година Бисеров се връща в Дупница. По време на отсъствието му от града дейността на читалище „Зора“ замира, но след завръщането му дейността му се възстановява. Едновременно с читалищната дейност Бисеров поема и ръководството на взаимното училище. В Дупница обаче Бисеров влиза в конфликт с другия учител Димитър Чуков за това кой да пее от дясната страна в храма „Покров Богородичен“. Чуков, макар и школуван църковен певец, е принуден от каймакамина да отстъпи и обиден напуска града.
Бисеров се занивама и с революционна дейност - публикува статия в сръбски вестник „Застава“ против османските власти. Преследван е и затворен, като е освободен е след застъпничеството на видни дупнишки граждани. Преследван е и за водена кореспонденция с Русия, като за него се застъпват х. Рашид и българофилът Бекир ефенди – членове на беледието.
След Руско-турската война от 1877 – 1878 година е чиновник в Дупница и Кюстендил.
Умира в 1886 година в Дупница от туберкулоза. На смъртното си ложе прави завещание, с което дарява на читалище „Зора“ всичките си пари и имоти, както и огромната си библиотека. Наследниците му обаче оспорват и развалят завещанието.

### Творчество
Бисеров поддържа връзки с Неофит Рилски, Петко Славейков, Никола Генович, Васил Левски. През 1868 година заедно с Арсени Костенцев и Христо Алексиев посещава Стефан Веркович в Сяр. Той води активна кореспонденция с Веркович и събира за него стари монети, фолклорни и географски материали.
Бисеров е продуктивен сътрудник на българския периодичен печат. Дългогодишен настоятел е на списанията „Читалище“ и „Български книжици“. В „Български книжици“ книжка 10 от 1859 година публикува творбата си „Повест добраго драмина“, която е с философско съдържание. Бисеров твърди, че за просветения човек е щастие да мисли и да нарушава спокойствието си и съответно браминът, който търси спокойствие, не може да бъде щастлив. През 1860 година бисеров отпечатва общо пет произведения в „Български книжици“. В книжка 4 излиза „Съдбата едного добраго учителя“, в която Бисеров заклеймява невежеството и злодейството на един градоначалник и свещеник, поради които след побой умира учителят Боголюб. „Песен пред смъртта едного старого индианина“ в същата книжка е протест срещу испанските поробители. „Светулката“ в книжка 3 заклеймява алчността. В книжка 24 излиза дълъг очерк „Испанска инквизиция“. В статията „За съгласуване, възпитание и развитие на душевните способности“ в книжка 3 Биселов излага педагогическите си възгледи - поддържа постепенността във възпитанието и правилното определяне на това какво да се учи. Сътрудничи също на „Периодическо списание“ на Българското книжовно дружество и списание „Училище“. Публикува материали във вестниците „Македония“, „Право“, „България“, „Турция“ и други. В брой 3 на „Турция“ от 1869 година Бисеров публикува „Дупница, кратко историческо, географско и статистическо описание“ - първият по рода си труд върху историята и историческата география на града. Ръкописните записки на Бисеров са използвани от Йордан Иванов за труда му „Северна Македония“.
Съставя ръкописните учебници „Разговорник“, „Писмовник“ и „Граматика българска“, които използва в преподаването. Във вестник „Светлина“, издаван в Дупница, брой 49 от 1940 година Меджидиев пише, че е попаднал на три ръкописа от Бисеров. Първият е „Евангелие на природата“ от около 1872 г., вторият – „Сметаница за лихвени сметки“, писан около същата година и третият - „Злато и име“ – роман от шведската писателка Шварц, превод от руски, правен след Освобождението.